# Rudolf Kotormány
Rudolf Kotormány (* 23. Januar 1911 in Temesvár, Königreich Ungarn, Österreich-Ungarn; † 2. August 1983) war ein rumänischer Fußballspieler und späterer -trainer. Er nahm an der Fußball-Weltmeisterschaft 1934 teil und bestritt 150 Spiele in der höchsten rumänischen Fußballliga, der Divizia A.

## Karriere als Spieler

### Verein
Kotormány begann seine Karriere in seiner Heimatstadt Timișoara bei Chinezul, wechselte aber schon im Jahr 1931 zum Lokalrivalen Ripensia Timișoara. Mit Ripensia konnte er zunächst nicht am offiziellen Spielbetrieb teilnehmen, da die rumänische Fußballmeisterschaft zunächst nur den Amateuren vorbehalten war. Dies änderte sich im Jahr 1932 mit der Gründung der Profiliga Divizia A, wo Kotormány am 11. September 1932 zu seinem ersten Einsatz kam.
Da Ripensia in den 1930er-Jahren zu den erfolgreichsten rumänischen Vereinen zählte, kam Kotormány in dieser Zeit zu zahlreichen Titeln. So konnte er insgesamt viermal die Meisterschaft und zweimal den rumänischen Pokal gewinnen, ehe im Jahr 1941 der Spielbetrieb aufgrund des Ausbruchs des Zweiten Weltkrieges unterbrochen werden musste.
Nach Kriegsende wechselte Kotormány zu CFR Timișoara, wo er als Spielertrainer fungierte, und am 10. November 1946 zum letzten Mal in der Divizia A zum Einsatz kam.

### Nationalmannschaft
Kotormány bestritt zwischen 1932 und 1938 neun Spiele für die rumänische Fußballnationalmannschaft, erzielte dabei jedoch kein Tor. Sein Debüt hatte er am 16. Oktober 1932 gegen Österreich. Im Jahr 1934 nominierte ihn Nationaltrainer Josef Uridil für die Fußball-Weltmeisterschaft in Italien und setzte ihn im einzigen Spiel Rumäniens gegen den späteren Vizeweltmeister Tschechoslowakei ein.

## Karriere als Trainer
Bereits während seiner aktiven Zeit arbeitete Kotormány in der Saison 1946/47 als Spielertrainer für CFR Timișoara. Mitte der 1950er-Jahre betreute er Metalul Hunedoara.

## Erfolge
als Spieler
- WM-Teilnehmer: 1934
- Rumänischer Meister:  1932/33, 1934/35, 1935/36, 1937/38
- Rumänischer Pokalsieger: 1933/34, 1935/36